# Relations entre la Chine et la Serbie
Cet article décrit les relations entre la Chine et la Serbie.

## Histoire
La Chine a fait de la Serbie son allié principal dans les Balkans et cela depuis les années 1970.En mai 1999, alors que la Chine était encore une puissance moyenne, l'Otan a bombardé et détruit l'ambassade de Chine en Serbie, cela a considérablement rapproché les deux pays.

## Coopération
En août 2009, un accord bilatéral a été signé entre les deux pays selon lequel ils s'engagent à défendre l'intégrité territoriale des deux États. Sachant que la Chine ne reconnaît pas l'indépendance du Kosovo, cet  accord offre un allié de poids à la Serbie.
Le pont Mihailo Pupin, à Belgrade, qui franchit le Danube, est ainsi construit en partie à l'aide de capitaux chinois. La première pierre du pont a été scellée le 14 juillet 2010 par le président serbe Boris Tadić et par Wu Bangguo, président du Comité permanent de l'Assemblée nationale populaire de Chine,. Le président du gouvernement serbe, Ivica Dačić, et le ministre des transports Milutin Mrkonjić ont confirmé que le pont serait inauguré le 20 octobre 2014, à l'occasion du 70e anniversaire de la libération de Belgrade.
En 2016, le groupe chinois HBIS rachète à l'État serbe l'aciérie de Smederevo en Serbie pour 40 millions €. Cette entreprise est d'une grande importance pour la région car elle emploie plus de 5 000 personnes directement,.
En juillet 2018, la Chine confirme la construction du chemin de fer rapide Salonique-Budapest,. La même année en août, la Chine investit un milliard de $ dans une fabrique de pneu de 136 hectares dans le nord du pays,. Avec que le rachat de RTB Bor pour 1,4 milliard de $, la Chine contrôlera 64% de l'entreprise et l'état serbe les 36 derniers %. De plus, les Chinois ont efface la dette de la société qui était de 200 millions €.

## Ambassades
La Chine dispose d'une ambassade à Belgrade, située 25 rue Užička, l'ancienne ambassade chinoise ayant été détruite par les bombardements de l'OTAN en 1999, ; en septembre 2013, l'ambassadeur de Chine en Serbie était Zhang Wanhue ; l'ambassade gère un bureau de liaison à Pristina. Réciproquement, la Serbie entretient une ambassade à Pékin ; à la même période, l'ambassadeur de Serbie en Macédoine était la chargée d'affaires  Tatjana Panajotović-Cvetković ; l'ambassade gère aussi les affaires de la Serbie en Mongolie, en Corée du Nord et au Pakistan ; un consulat serbe est installé à Shanghai.